# Angiossoma
Um angiossoma é uma área da pele e tecidos subjacentes vascularizados por uma artéria fonte. É um conceito utilizado por cirurgiões plásticos para confecção de retalhos perfurantes e por radiologistas intervencionistas para tratamento endovascular de isquemia crítica de membro.